# Laura Gibilisco
Laura Gibilisco (Siracusa, 17 gennaio 1986) è una martellista italiana.
In carriera in ambito internazionale ha vinto la medaglia di bronzo sia ai Mondiali juniores di Grosseto 2004 che agli Europei juniores di Kaunas 2005.

## Biografia
Nata a Siracusa, ma cresciuta a Solarino dove ha iniziato a muovere i primi passi nella Polisportiva Libertas Azzurra Solarino nel lancio del martello sotto la guida del coach Pierpaolo Mancarella, successivamente è stata allenata da Marinella Vaccari. Nel biennio della categoria cadetti 2000-2001 fa doppietta di titoli italiani.
Da allieva, vince entrambi i titoli nazionali di categoria nel 2002-2003, laureandosi entrambi gli anni anche vicecampionessa giovanile ai campionati italiani invernali di lanci.
Nello stesso biennio colleziona due quarti posti in altrettante rassegne internazionali giovanili: alle Gymnasiadi di Caen in Francia nel 2002 e ai Mondiali allievi di Sherbrooke in Canada nel 2003; nello stesso anno partecipa in Finlandia da allieva agli Europei juniores di Tampere: non riesce ad andare oltre la qualificazione per la finale.
Altro bis di titoli italiani di categoria nel biennio 2004-2005 da juniores; inoltre medaglia di bronzo tra le assolute e argento giovanile ai nazionali invernali di lanci ('04) e quinto posto tra le assolute e oro giovanile sempre agli italiani invernali di lanci ('05).
Il 25 giugno del 2005 esordisce agli assoluti terminando quarta a Bressanone.
Nello stesso biennio da under 20, vince due medaglie di bronzo in altrettante rassegne internazionali di categoria: in Italia ai Mondiali juniores di Grosseto e agli Europei juniores di Kaunas (Lituania).
Nel biennio 2006-2007 era iscritta ad entrambe le edizioni degli assoluti (Torino e Padova), ma non ha gareggiato in nessuna.
Dopo aver saltato la prima metà stagione del 2006 a causa di una microfrattura al metatarso subita ad inizio anno, nel mese di giugno ha vinto il titolo italiano promesse.
Il 2007 la vede vincere il titolo nazionale universitario e laurearsi vicecampionessa italiana promesse.
Lo stesso anno, raggiunge due finali in rassegne internazionali: ottava agli Europei under 23 di Debrecen (Ungheria) e tredicesima in Thailandia alle Universiadi di Bangkok.
Doppietta di titoli italiani promesse nel 2008 (invernali di lanci e campionati di categoria); a livello assoluto invece vince la medaglia di bronzo agli invernali di lanci e finisce quarta agli assoluti di Cagliari.
Due volte vicecampionessa italiana nel 2009, con argento sia agli invernali di lanci che ai nazionali universitari.
Quarto posto nel 2010 agli assoluti di Grosseto.
Medaglia di bronzo ai campionati italiani invernali di lanci del 2011 e quinta posizione agli assoluti di Torino.
L'ultima gara, presente tra i risultati nel profilo della sua scheda-atleta sul sito ufficiale della Federazione Italiana di Atletica Leggera, risale al 14 settembre del 2011 quando, a Faenza con la misura di 60,77 m, ha vinto la XV edizione del Memorial "Claudio Fantinelli".
Nel biennio 2012 (nel mese di gennaio era in fase di recupero dall'infortunio ad un ginocchio)-2013, pur essendo stata tesserata con le Fiamme Azzurre, non ha disputato gare agonistiche.
Durante la carriera in Italia è stata titolata ai campionati nazionali giovanili in tutte le categorie (cadette, allieve, juniores e promesse) e anche agli universitari; inoltre detiene tre record nazionali giovanili (tutti realizzati in Sicilia, sua regione natale) in altrettante categorie diverse (cadette, allieve, juniores) e tra le promesse è, col primato personale di 66,90 m, la seconda migliore italiana di sempre, dietro il 68,23 m della primatista Clarissa Claretti.
Sempre col suo primato personale realizzato nel 2008 a Siracusa, sua città natale, è la quinta migliore italiana seniores all time.
Considerate le cinque categorie nazionali (cadette, allieve, juniores, promesse, seniores) e la migliore misura lanciata in ogni categoria, è la martellista italiana piazzata meglio di sempre: 1ª cadette, 1ª allieve, 1ª juniores, 2ª promesse e 5ª seniores.

## Record nazionali
Cadette (under 16)
- Lancio del martello (4 kg): 52,53 m ( Siracusa, 15 maggio 2001)[10]

## Progressione

### Lancio del martello
| Stagione | Misura  | Luogo    | Data      | Rank. Mond. |
| -------- | ------- | -------- | --------- | ----------- |
| 2011     | 62,85 m | Gorizia  | 23-7-2011 | -           |
| 2010     | 64,81 m | Firenze  | 5-6-2010  | -           |
| 2009     | 64,42 m | Bari     | 1-3-2009  | -           |
| 2008     | 66,90 m | Siracusa | 5-4-2008  | -           |
| 2007     | 66,24 m | Siracusa | 22-6-2007 | -           |
| 2006     | 62,88 m | Messina  | 19-2-2006 | -           |
| 2005     | 64,01 m | Palermo  | 18-6-2005 | -           |
| 2004     | 62,66 m | Rieti    | 12-6-2004 | -           |
| 2003     | 60,18 m | Palermo  | 31-5-2003 | -           |
| 2002     | 57,86 m | Catania  | 13-7-2002 | -           |

## Palmarès
| Anno | Manifestazione    | Sede       | Evento              | Risultato | Misura  | Note   |
| ---- | ----------------- | ---------- | ------------------- | --------- | ------- | ------ |
| 2002 | Gymnasiadi        | Caen       | Lancio del martello | 4ª        | 54,50 m | [ 11 ] |
| 2003 | Europei juniores  | Tampere    | Lancio del martello | 30ª       | 52,38 m | [ 12 ] |
| 2003 | Mondiali allievi  | Sherbrooke | Lancio del martello | 4ª        | 56,08 m | [ 13 ] |
| 2004 | Mondiali juniores | Grosseto   | Lancio del martello | Bronzo    | 60,95 m | [ 14 ] |
| 2005 | Europei juniores  | Kaunas     | Lancio del martello | Bronzo    | 62,58 m | [ 15 ] |
| 2007 | Europei under 23  | Debrecen   | Lancio del martello | 8ª        | 63,19 m | [ 16 ] |
| 2007 | Universiadi       | Bangkok    | Lancio del martello | 13ª       | 59,85 m | [ 17 ] |

## Campionati nazionali
- 1 volta campionessa universitaria nel lancio del martello (2007)
- 1 volta campionessa promesse nel lancio del martello (2008)
- 1 volta campionessa promesse agli invernali di lanci nel lancio del martello (2008)
- 1 volta campionessa promesse nel lancio del martello (2006)
- 1 volta campionessa giovanile agli invernali di lanci nel lancio del martello (2005)
- 2 volte campionessa juniores nel lancio del martello (2004, 2005)
- 2 volte campionessa allieve nel lancio del martello (2002, 2003)
- 2 volte campionessa cadette nel lancio del martello (2000, 2001)

2000
- Oro ai Campionati italiani cadetti e cadette, (Fano), Lancio del martello - 53,29 m[18]

2001
- Oro ai Campionati italiani cadetti e cadette, (Isernia), Lancio del martello - 57,58 m[19]

2002
- Argento ai Campionati italiani invernali di lanci, (Ascoli Piceno), Lancio del martello - 51,40 m (giovanili)[20]
- Oro ai Campionati italiani allievi e allieve, (Torino), Lancio del martello - 56,07 m[21]

2003
- Argento ai Campionati italiani assoluti, (Rieti), Lancio del martello - 58,01 m[22]
- Oro ai Campionati italiani allievi e allieve, (Cesenatico), Lancio del martello - 57,28 m[23]

2004
- Bronzo ai Campionati italiani invernali di lanci, (Ascoli Piceno), Lancio del martello - 59,21 (assolute)[24]
- Argento ai Campionati italiani invernali di lanci, (Ascoli Piceno), Lancio del martello - 61,29 m (giovanili)[25]
- Oro ai Campionati italiani juniores e promesse, (Rieti), Lancio del martello - 62,66 m[26]

2005
- 5ª ai Campionati italiani invernali di lanci, (Vigna di Valle), Lancio del martello - 58,87 m (assolute)[27]
- Oro ai Campionati italiani invernali di lanci, (Vigna di Valle), Lancio del martello - 59,52 m (giovanili)[28]
- Oro ai Campionati italiani juniores e promesse, (Grosseto), Lancio del martello - 61,66 m[29]
- 4ª ai Campionati italiani assoluti, (Bressanone), Lancio del martello - 61,36 m[30]

2006
- Oro ai Campionati italiani juniores e promesse, (Rieti), Lancio del martello - 57,56 m[31]

2007
- Oro ai Campionati nazionali universitari, (Jesolo), Lancio del martello - 65,50 m[32]
- Argento ai Campionati italiani juniores e promesse, (Bressanone), Lancio del martello - 61,87 m[33]

2008
- Bronzo ai Campionati italiani invernali di lanci, (San Benedetto del Tronto), Lancio del martello - 65,67 m (assolute)[34]
- Oro ai Campionati italiani invernali di lanci, (San Benedetto del Tronto), Lancio del martello - 65,67 m (promesse)[35]
- Oro ai Campionati italiani juniores e promesse, (Torino), Lancio del martello - 63,28 m[36]
- 4ª ai Campionati italiani assoluti, (Cagliari), Lancio del martello - 64,54 m[37]

2009
- Argento ai Campionati italiani invernali di lanci, (Bari), Lancio del martello - 64,42 m[38]
- Argento ai Campionati nazionali universitari, (Lignano Sabbiadoro), Lancio del martello - 63,02 m[39]

2010
- 4ª ai Campionati italiani assoluti, (Grosseto), Lancio del martello - 60,62 m[40]

2011
- Bronzo ai Campionati italiani invernali di lanci, (Viterbo), Lancio del martello - 61,02 m[41]
- 5ª ai Campionati italiani assoluti, (Torino), Lancio del martello - 59,99 m[42]

## Altre competizioni internazionali
2005
- Oro nell'Incontro internazionale juniores Francia-Spagna-Tunisia-Marocco-Italia, ( Marsiglia), Lancio del martello - 60,11 m[15]

2008
- 10ª nell'Incontro internazionale lanci lunghi under 23 Germania-Francia-Italia-Spagna, ( Halle), Lancio del martello - 42,47 m[43]

2009
- 8ª nel Qatar Athletic Super Grand Prix, ( Doha), Lancio del martello - 63,45 m[44]

2010
- 5ª nella Coppa dei Campioni per club, ( Vila Real de Santo António), Lancio del martello - 61,82 m[45]